# Bernbeuren
Bernbeuren – miejscowość i gmina w Niemczech, w kraju związkowym Bawaria, w rejencji Górna Bawaria, w regionie Oberland, w powiecie Weilheim-Schongau, siedziba wspólnoty administracyjnej Bernbeuren. Leży około 30 km na południowy zachód od Weilheim in Oberbayern.

## Demografia
| Rok  | Liczba mieszk. |
| ---- | -------------- |
| 1970 | 1 749          |
| 1987 | 1 820          |
| 2000 | 2 138          |
| 2005 | 2 303          |

### Struktura wiekowa
Dane o ludności z 31 grudnia 2008:
| Opis                                | Ogółem | Ogółem | Kobiety | Kobiety | Mężczyźni | Mężczyźni |
| ----------------------------------- | ------ | ------ | ------- | ------- | --------- | --------- |
| Jednostka                           | osób   | %      | osób    | %       | osób      | %         |
| Populacja                           | 2302   | 100    | 1131    | 49,13   | 1171      | 50,87     |
| Wiek przedprodukcyjny (0–17 lat)    | 572    | 24,85  | 265     | 11,51   | 307       | 13,34     |
| Wiek produkcyjny (18–65 lat)        | 1376   | 59,77  | 667     | 28,97   | 709       | 30,8      |
| Wiek poprodukcyjny (powyżej 65 lat) | 354    | 15,38  | 199     | 8,64    | 155       | 6,73      |

## Polityka
Wójtem gminy jest Martin Hinterbrandner, rada gminy składa się z 14 osób.
|      | UWG | Razem |
| 2008 | 14  | 14    |
| 2002 | 14  | 14    |

## Oświata
W gminie znajduje się przedszkole (75 miejsc) oraz szkoła podstawowa z częścią Hauptschule (7 nauczycieli, 125 uczniów).